# Britomartisz

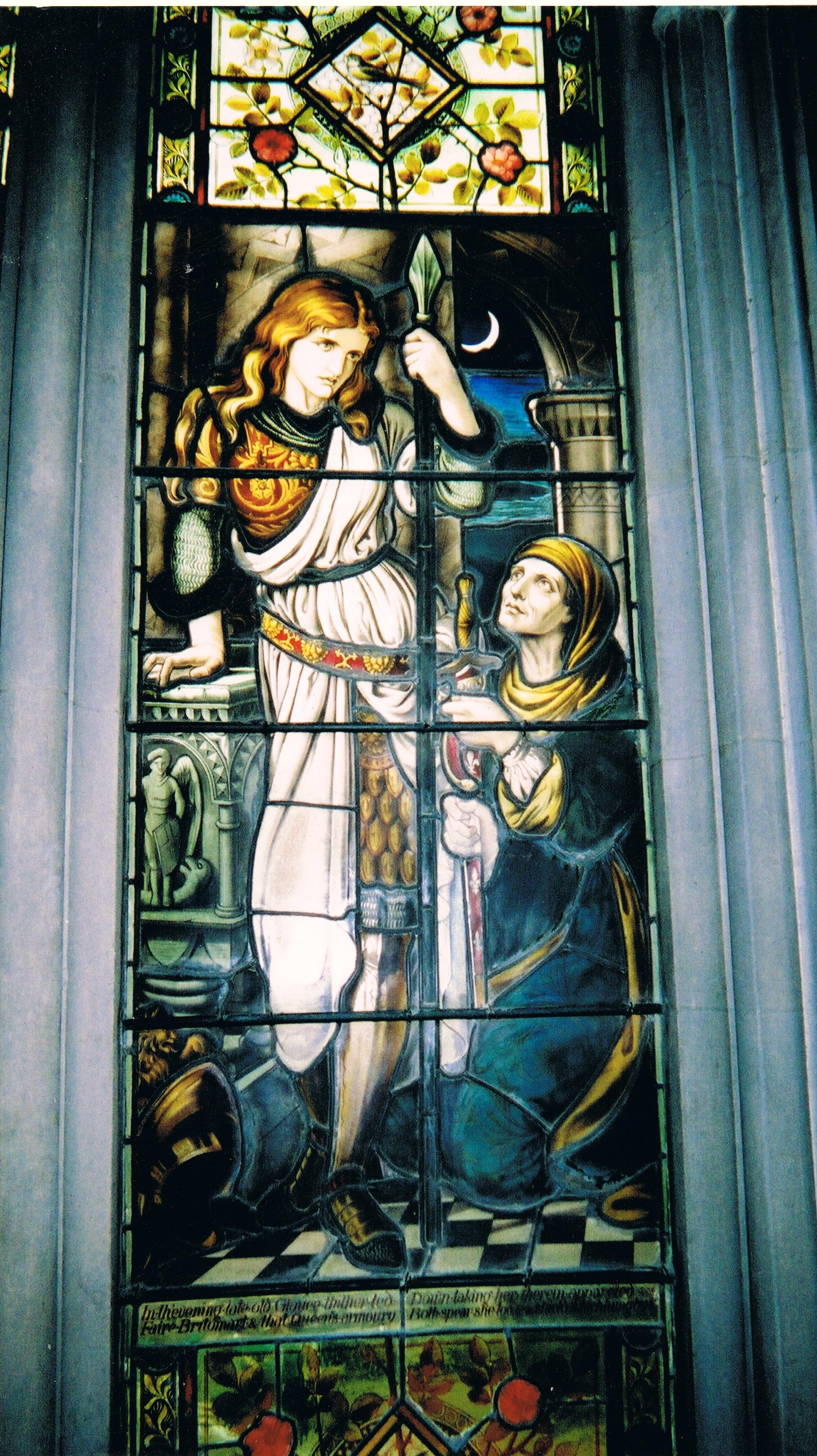
Βριτομαρτις

Britomartisz (görögül: Βριτόμαρτις) a görög mitológiában Artemisznak, Zeusz szüzességéről nevezetes leányának a kísérője. A Britomartisz-mítoszok Kréta szigetéhez (főként Gortün városához) és Minósz királyhoz kapcsolódnak, aki beleszeretett Britomartiszba, és űzőbe vette. A Minósz király elől menekülő leány egy sziklaszirtről a tengerbe ugrott, de kimentették, ugyanis fennakadt egy halász hálóján (innen ered Diktünna – „hálóba esett” – mellékneve). Egy másik változat szerint Artemisz mentette meg. A vadászó Britomartisz Artemisz alakváltozata. Kallimakhosztól úgy tudjuk, hogy Britomartisz Artemisz egyik neve.